# Кнешке Равне
Кнешке Равне (словен. Kneške Ravne, итал. Rauna di Piedimelze) је насељено место у општини Толмин, Горишка регија, Словенија.

## Историја
До територијалне реорганизације у Словенији било је у саставу старе општине Толмин.

## Становништво
У попису становништва из 2011. године, Кнешке Равне је имало 13 становника.
| Број становника према пописима | Број становника према пописима | Број становника према пописима |
| ------------------------------ | ------------------------------ | ------------------------------ |
| 1991                           | 2002                           | 2011                           |
| 14                             | 11                             | 13                             |

Напомена: До 1953. исказивано под именом Равне. Године 2004. извршена је мања размена територија између насеља Кнешка Равне, Лоје и Села над Подмелцем.